# システック井上
株式会社システック井上（システックいのうえ）は、長崎県長崎市の稲佐山の麓に本社を置く、横河電機株式会社の地方型代理店であり、技術商社である。

## 概要
1950年1月　電子計測器と漁船エンジンの代理店として創業し、計測器を重工業・重電機様向けへ、一方船舶エンジンを遠洋漁業へ販売・修理する会社として井上商会が設立された。その後、1982年漁船エンジン部門を分離し、1986年現在のシステック井上に社名を改名した。

## 沿革
- 1950年1月 個人経営・井上商会（長崎県）を創業。
- 1959年9月 株式会社井上商会設立
- 1984年4月 田代駐在所（秋田県）を開設
- 1984年6月 名古屋営業所（愛知県）を開設
- 1985年4月 佐世保営業所（長崎県）を開設
- 1986年4月 社名を株式会社システック井上に改称
- 1992年4月 テクノセンター（長崎県）を開設
- 1994年4月 神戸営業所（兵庫県）を開設
- 2001年12月 熊本営業所（熊本県）、大分エンジセンター（大分県）を開設
- 2003年9月 環境マネジメントシステム（ISO14001）取得
- 2004年9月 品質マネジメントシステム（ISO9001）取得
- 2006年12月 大分エンジセンターを大分営業所へ改称
- 2007年12月 富山エンジセンター（富山県）を開設
- 2008年3月 日本経営品質賞地方版　長崎県経営品質賞「知事賞」受賞
- 2009年9月 環境マネジメントシステムをISO14001に準拠した自主管理へ移行
- 2011年7月　福岡営業所（福岡県）を開設
- 2012年4月　南九州営業所（鹿児島県）を開設